# Dicranomyia (Dicranomyia) junctura
Dicranomyia (Dicranomyia) junctura is een tweevleugelige uit de familie steltmuggen (Limoniidae). De soort komt voor in het Palearctisch en Oriëntaals gebied.